# Stazione di Haymarket
La stazione di Haymarket (in inglese Haymarket railway station) è una stazione ferroviaria di Edimburgo, Regno Unito.